# Jaskinia Świstacza
Jaskinia Świstacza – jaskinia w zboczu Kopy Kondrackiej w Dolinie Małej Łąki w Tatrach Zachodnich. Wejście do niej znajduje się w pobliżu jaskini Koprowa Studnia na wysokości 1808 m n.p.m. w północno-zachodniej grzędzie Kopy Kondrackiej ograniczającej od zachodniej strony Koprowy Żleb. Długość jaskini wynosi 90 metrów, deniwelacja 38 metrów. Prawdopodobnie w przeszłości tworzyła ona z Koprową Studnią jeden system jaskiniowy.

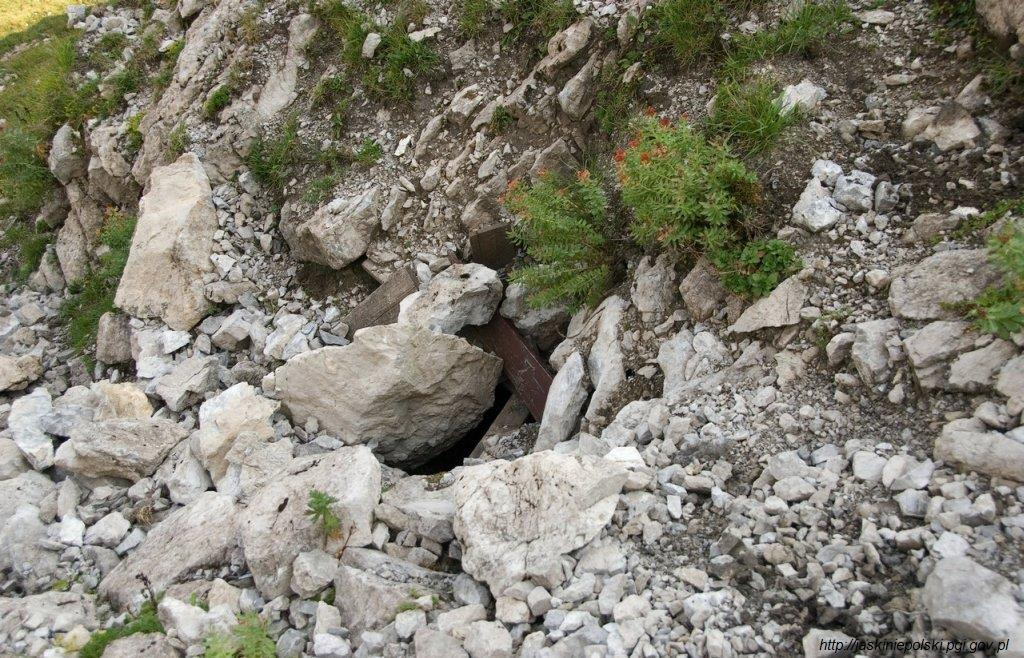
Otwór jaskini

## Opis jaskini
Główny ciąg jaskini stanowi idący w dół korytarz o charakterze kaskadowym prowadzący od otworu wejściowego do dużej sali. Kaskadami są niewysokie prożki i dwa wysokie progi. Z sali przez przełaz można przejść do niewielkiej salki i dalej przez zacisk nazwany Selekcjonerem i pochylnię zakończoną progiem na półkę w następnej dużej sali. 6 metrów poniżej znajduje się dno sali. Z półki odchodzi boczny korytarzyk kończący się zawaliskiem.

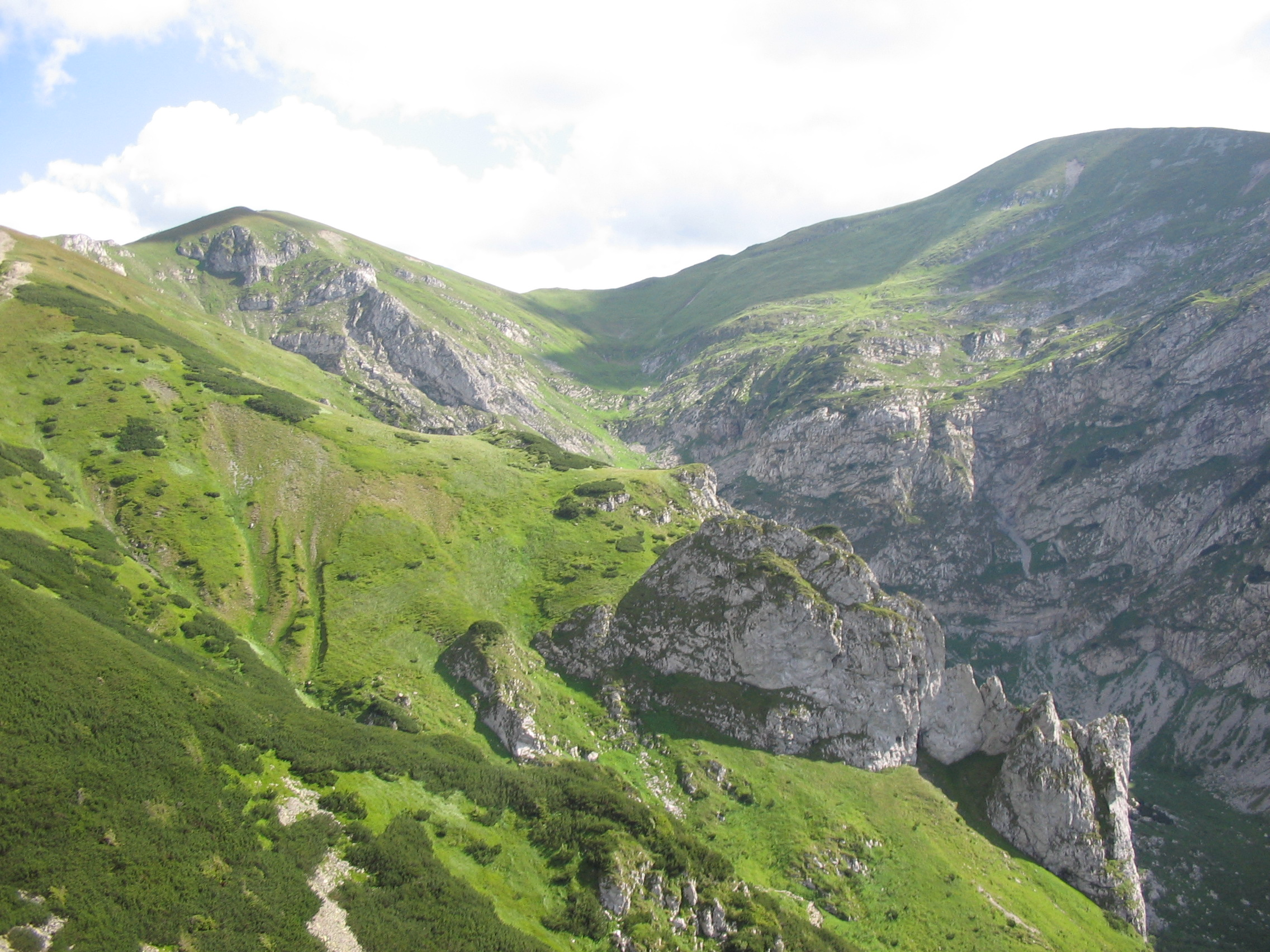
Dolina Małej Łąki. W głębi po lewej Koprowy Żleb

## Przyroda
W jaskini brak jest szaty naciekowej. Ściany są mokre. Występuje w niej często deszcz podziemny.
Jaskinia ma charakter kaskadowy i dno Koprowej Studni było prawdopodobnie kolejną kaskadą tego systemu.

## Historia odkryć
Jaskinię odkryli 10 listopada 2009 roku grotołazi ze Speleoklubu Dąbrowa Górnicza. 
1 grudnia 2012 roku sporządzona została dokumentacja jaskini.
Jaskinia jest bardzo niebezpieczna z powodu znajdujących się w niej luźnych bloków skalnych. Od 2015 roku do sierpnia 2017 roku jej otwór wejściowy był zablokowany głazem i była ona niedostępna.